# Chameregg
Chameregg ist ein Gemeindeteil und eine Gemarkung der Oberpfälzer Stadt Cham im Landkreis Cham von Bayern.

## Geschichte
Die Burg Chameregg entstand vermutlich zur Zeit der Diepoldinger. 1352 wurden die Chamerauer als Besitzer der Burg geführt; diese blieben bis in das 15. Jahrhundert im Besitz der Burg. Die Burg wurde um 1500 aufgegeben, und im Tal wurde das Schloss Chameregg gebaut. Um dieses Schloss herum entstand die jetzige Ortschaft Chameregg. Bis 1862 war Chameregg Hofmark im Besitz verschiedener adliger Familien. Der letzte adlige Besitzer war Theodor von Hallberg-Broich. Nach dessen Tod ging Schloss Chameregg in Privatbesitz über.
Die Gemeinde Chameregg entstand mit dem bayerischen Gemeindeedikt von 1818 und wurde 1946 nach Chammünster eingemeindet. Im Rahmen der Gebietsreform in Bayern wurde zum 1. Mai 1978 die bis dahin selbstständige Gemeinde Chammünster in die Stadt Cham eingemeindet.